# Capsize-Gletscher
Der Capsize-Gletscher ist ein Gletscher im ostantarktischen Viktorialand. In der Deep Freeze Range fließt er von den Hängen zwischen Mount Cavaney und Mount Levick in nordöstlicher Richtung zum Campbell-Gletscher.
Die Nordgruppe der von 1965 bis 1966 dauernden Kampagne im Rahmen der New Zealand Geological Survey Antarctic Expedition benannten ihn nach einem spektakulären glazialen Wassersturz (englisch capsize), auf den sie hier traf.